# Campionato sudamericano per club 2011 (pallavolo femminile)
Il campionato sudamericano per club di pallavolo femminile 2011 è stato la 3ª edizione del massimo torneo pallavolistico sudamericano per squadre di club e si è svolto dal 5 al 7 agosto 2011 a Osasco, in Brasile. Al torneo hanno partecipato 4 squadre di club sudamericane e la vittoria finale è andata per la terza volta consecutiva all'Osasco Voleibol Clube.

## Regolamento
Le quattro squadre partecipanti si sono sfidate in un girone all'italiana.

## Squadre partecipanti
- Osasco
- Universidad Católica
- CDU San Francisco
- SC Venezuela

## Classifica finale
| Classifica | Squadre              | Qualificazione                |
| ---------- | -------------------- | ----------------------------- |
|            | Osasco               | Coppa del Mondo per club 2011 |
|            | Universidad Católica |                               |
|            | CDU San Francisco    |                               |
| 4          | SC Venezuela         |                               |